# Васильева, Антонина Ивановна
Антони́на Ива́новна Васи́льева (1910 — 1997) — советская артистка балета, педагог. Народная артистка УССР (1946).

## Биография
Антонина Васильева родилась 14 (27 декабря) 1910 года в Санкт-Петербурге.
1930 — окончила Ленинградское хореографическое училище (педагог — А. Я. Ваганова).
1930—1935 — солистка ЛГАТОБ имени С. М. Кирова. В том же году дебютировала на сцене театра в партии Тао Хоа.
1935—1937 — солистка Одесского театра оперы и балета.
1937—1956 — солистка КНАТОБ имени Т. Г. Шевченко.
1956—1972 — педагог Киевского хореографического училища.
1966—1972 — художественный руководитель Киевского хореографического училища.
С 1989 года жила в Израиле.

## Творчество
В ЛАТОБ имени С. М. Кирова была первой исполнительницей партий Амура (балет «Пламя Парижа») и Парнишки (балет «Болт»)
В КУАТОБ имени Т. Г. Шевченко была первой исполнительницей партий Лилеи («Лилея» (1940) К. Ф. Данькевича в постановке Г. А. Березовой) и Мавки («Лесная песня» (1946) М. А. Скорульского в постановке С. Н. Сергеева).
Основные партии:
- Одетта-Одиллия («Лебединое озеро» П. И. Чайковского)
- Аврора («Спящая красавица») П. И. Чайковского
- Раймонда («Раймонда» А. К. Глазунова)
- Китри («Дон Кихот» Л. Минкуса)
- Эсмеральда («Эсмеральда» Ц. Пуни)
- Лилея («Лилея» К. Ф. Данькевича)
- Мавка («Лесная песня» М. А. Скорульского)
- Лиза, Земфира, Сванильда, Лауренсия, Паскуала, Золушка («Золушка» С. С. Прокофьева)
- Джульетта («Ромео и Джульетта» С. С. Прокофьева)
- Мария («Бахчисарайский фонтан» Б. В. Асафьева)
- Ростислава («Ростислава» Г. Л. Жуковского)
- Аннушка («Бісова ніч» В. Йориша)
- Царь-Девица.

«Пользовалась большим успехом как исполнительница партий в украинских национальных балетах, где с неподдельным теплом и искренностью умела выразить внутренний мир, поэтичную по своему мироощущению душу украинской девушки. Первая исполнительница партий Лилеи и Мавки. Безупречная классическая техника, артистизм, искренность в передаче чувств своих героинь, внутренняя наполненность каждого сценического образа сделали А.Васильеву одной из наиболее выдающихся украинских балерин ХХ ст.»— В.Д.Туркевич, "Хореографическое искусство Украины в персоналиях"
Выступала в Югославии, Австрии, Монголии, Германии и других странах.

## Постановки
Поставила в Донецком театре оперы и балета «Лебединое озеро» и «Золушку» (1965, совместно с Е. В. Зайцевым)

## Награды
- народная артистка УССР (1946)
- 2 ордена Трудового Красного Знамени (23.01.1948; 30.06.1951)
- орден «Знак Почёта» (24.11.1960)